# 印度政治
印度政治在印度宪法的框架下运作。印度是实施联邦议会制的共和国，总统为该国的元首，总理为该国政府的首脑。

## 印度政府
印度是一个联邦共和国，印度的总统是国家元首，但其职责是象征性的。国家的总统及副总统任期5年，由一个特设的选举机构间接选举产生。印度副总统在总统无法行使权力时，并不能自动接任总统。
行政权力主要控制在以总理为首的部长会议（即印度的内阁）。议会多数党向总统提名总理人选，由总统任命总理。然后再由总理向总统提名其他内阁成员。現任總理是纳伦德拉·莫迪，在2014年大選後掌握政權。
印度的国会两院制包括了上院联邦院（राज्य सभा，Rajya Sabha）和下院人民院（लोक सभा，Lok Sabha）。部长会议对人民院负责。联邦院议员任期6年，每2年改选三分之一，其中233名成员由地方选举产生，其余12人由总统任命。人民院共有545席，任期5年，其中543人民选产生，其余2人由总统任命。

## 印度法律
印度有一部在1950年1月26日起草，并且经过多次修订完善的规定议会民主政体的宪法，这是印度民主政治的标志。这部宪法多达395条，1000多项具体条款，号称“世界上最长的宪法”。印度宪法以国家根本大法的形式从政治上确定公民的平等权、自由权、文化教育权和私有财产不可侵犯权。
印度的法律体系基于英国的普通法；立法行为的司法复核；有保留的接受国际法院的司法管辖；私法适用于穆斯林、基督教徒和印度教徒。
印度全体18岁以上公民具有选举权。

## 政党
印度國大黨（INC）和印度人民黨（BJP）是下議院人民院的兩大政黨。
印度國大黨所領導的十二個政黨的聯盟，名為聯合進步聯盟在下議院獲取多數席次。另有六個政黨支持執政聯盟，但並未加入聯合政府。
印度國大黨過去曾經是長期一黨獨大的執政黨，在1947－1977年，1980－1989年和1991－1996年是印度的執政黨，在人民院掌握絕對優勢。但現在必須依靠和其他小黨的聯盟，才能夠掌握多數執政。這個事實反映了印度政治的變遷。國大黨是一個全國性的政黨，而聯合進步聯盟裡的許多政黨是以地方為基礎的小黨。兩大主要全國政黨國大黨或是人民黨，都必須倚靠與小黨的結盟才能獲得政權。
國大黨總裁是索尼娅·甘地，她也是下議院的議員以及黨團的領袖。國大黨是一個世俗主義、中間偏左的政黨，過去曾長期主宰印度政治，但是在過去十二年間，選舉表現持續退步。國大黨在2004年的選舉中獲勝，一挽過去的頹勢。這個勝利是透過結合小黨組成聯合進步聯盟（UPA），以及獲取較為貧窮的、鄉村地區的，以及穆斯林選票而達到的，國大黨與其聯盟成員執政。
國大黨在1990年代衰頹，該黨的部分傳統選民轉向了新興起的區域與種姓政黨，例如Bahujan Samaj Party以及社會黨。
另一大黨是印度人民黨（BJP），由Venkaiah Naidu所領導，是下議院人民院的第二大黨。前總理阿塔尔·比哈里·瓦杰帕伊是人民黨在國會裡的主席（Chairman of the BJP Parliamentary Party），而前副總理L.K. Advani則是反對黨領袖（Leader of the Opposition）。人民黨是印度教國族主義的政黨（Hindu-nationalist），主要支持地區是在北部與西部，通稱「印度教環帶」（Hindi Belt）的區域。 
人民黨在幾個州擁有政權，包括Gujarat、Jharkhand、Goa、Arunachal Pradesh、Madhya Pradesh、Rajasthan、Chhattisgarh等，並且在Orissa與Biju Janata Dal黨聯合執政，在Haryana與Indian National Lok Dal聯合執政。人民黨一般被認為是北部區域上層種姓的政黨，但是在近年來也獲得許多下層種姓選民的支持。人民黨面臨的挑戰是如何在印度教國族主義者（他們鼓吹在有爭議的阿約提亞 Ayodhya所在建一座印度教神廟），以及期望人民黨進行政治與經濟改革的中間偏右現代化論者之間，獲取一個政治上的平衡。
由印度共產黨等四個共產主義與馬克思主義政黨，以左派陣線（Left Front）為名，結合為一個在下議院的聯盟。雖然左派陣線並未加入國大黨「聯合進步聯盟」（UPA）的聯合政府，但他們對於國大黨的支持，對於國大黨維持國會多數是關鍵性的。他們主張世俗與共產主義的意識型態，並且反對自由化與全球化的經濟政策。

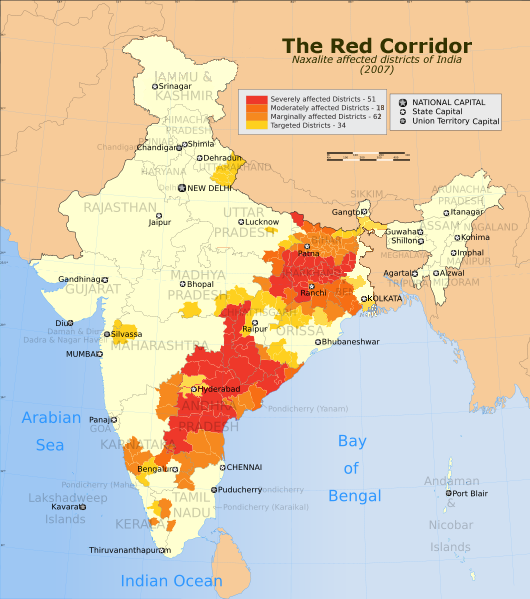
地图红色区域表示“红色走廊”（2007年），代表印度共產黨在印度的勢力範圍

印度共产党（毛泽东主义）势力范围迅速扩展，现在北起尼泊尔边境，南至安德拉邦南部山区被称为“红色走廊”的势力强大，活动频繁，共產党试图把这一地区建成一个革命联合区域，被印度視為恐怖組織，近年支持度大減，國大黨聯盟取回部分邦的控制權。

## 紀念日
- 独立日：1947年8月15日（自英国）
- 国庆日：共和国日，1月26日

## 参看
- 印度行政区划

 本条目引用的公有领域材料来自CIA World Factbook的网站或文档。